# Puthur Agraharam
Puthur Agraharam es una ciudad censal situada en el distrito de Salem en el estado de Tamil Nadu (India). Su población es de 11173 habitantes (2011).

## Demografía
Según el censo de 2011 la población de Puthur Agraharam era de 11173 habitantes, de los cuales 5801 eran hombres y 5372 eran mujeres. Puthur Agraharam tiene una tasa media de alfabetización del 58,14%, inferior a la media estatal del 80,09%: la alfabetización masculina es del 66,63%, y la alfabetización femenina del 49%.